# Carlos Santamarina
Carlos Santamarina (Buenos Aires, Argentina; 5 de marzo de 1942 - Ibidem; 10 de octubre de 1971) fue un primer bailarín argentino

## Carrera
Inició sus estudios con Irma Penas y luego entró en la Escuela Nacional de Danzas. Intervino en el Ballet Infantil y Juvenil de Beatriz Ferrari y también tomó clases con Jorge Tomin. Por un tiempo participó en un grupo de ballet particular dirigido por un empresario. Al renunciar, estudió con Roberto Giachero, Noemí Romero y María Ruanova. En 1961 entró como contratado al Ballet del Sur de Bahía Blanca. Un año más tarde, ingresó al cuerpo de ballet del Teatro Argentino de La Plata.
Bailó en papeles solistas en Sílfides, de Frédéric Chopin; El espectro de la rosa, de Anton Webern y en Interplay, de Morton Gould. En 1962 fue contratado por el Teatro Colón y, en 1964, quedó estable. En 1966 pasó a ocupar los puestos de solista y de reemplazante del primer bailarín. Como tal, bailó en el bufón y pas de cinque en El lago de los cisnes, de André Tchaikowsky; Suite de blanc, de Laló-Lifar; Cascanueces y Mercucio en Romeo y Julieta, de Tchaikowsky; Bolero, de Maurice Ravel; Anabell Lee, de Ernst Schiffmann; Spiritu tuo, de  Bruno D'Astoli y el papel protagónico de Giselle, de Adolphe Adam.
Actuó además en el interior del país, en Europa y en Latinoamérica. Bailó en Amigos de la Danza y se incorporó al elenco del Ballet de Buenos Aires. En 1967 actuó con primeras figuras del Teatro Colón en Gala de Ballet, en el Teatro Auditorium de Mar del Plata.

## Tragedia
Cuando por razones artísticas se trasladaba en avión rumbo a Trelew junto al cuerpo estable de baile del Teatro Colón, la aeronave se precipitó a las aguas del Río de la Plata, ocasionándole la muerte a él y a todos sus compañeros. El hecho acaeció el 10 de octubre de 1971, razón por la cual, en Argentina, se instituyó esa fecha para conmemorar el Día Nacional de la Danza. Santamarina tenía por entonces 29 años y fue el bailarín más joven en morir de la compañía de ballet.
Fallecieron junto a él los siguientes integrantes del cuerpo de ballet del Teatro Colón: Norma Fontenla (primera bailarina), José Neglia (primer bailarín), Antonio Zambrana, Carlos Schiaffino, Margarita Fernández, Martha Raspanti, Rubén Estanga y Sara Bochkovsky. También murió el piloto Orlando Golotylec. El Ballet Estable del Teatro Colón cumplía una gira por el interior del país auspiciada por la empresa Pepsi Cola Argentina bajo el nombre de “Plan de Difusión Cultural”.
Durante el velatorio en el Salón Dorado del Teatro Colón, 3.500 personas asistieron para despedir a los artistas. El retiro de los restos de los bailarines rumbo al Cementerio de la Chacarita fue acompañado por Tercera Sinfonía de Beethoven conocida como la Marcha Fúnebre.